# Шуубія
Шуубія (араб. الشعوبية; араб. шу'уб - «народи») — політичний рух в Арабському халіфаті, що заперечував виняткові права арабів на панування в державі і привілейоване становище в уммі. Зародилося у VIII столітті, під час правління Омеядів. Найбільшого поширення набуло в Ірані. Нерідко виражало інтереси регіональних еліт і виявлялося у збереженні та відродженні місцевої мови, а також у зростанні «сектантських» настроїв (шиїзм).
Використання терміна у значенні руху існувало до ІХ століття. Хариджити, сектанти, відокремлені від основної частини мусульман, використовували його, щоб позначити розширення рівноправності між "шууб" і "кабаїл", метою якого було забезпечення рівності серед усіх послідовників ісламу. Це була пряма відповідь на претензії з боку курайшитів, які очолювали умму, або громаду віруючих.
Як культурне явище цей термін зазвичай відносять до відповіді перських мусульман на арабізацію Ірану, що росте, в IX і X століттях. Це насамперед виявилося у збереженні перської культури та захисті перської ідентичності. Найбільш помітними наслідками цього руху стало збереження перської мови . Рух не виражався у відкритому заколоті проти влади халіфату, хоча й мав у своїй основі ісламську думку про рівність рас та націй.
Наприкінці VIII — на початку IX століть почалося відродження перської національної ідентичності. Це сталося після довгих років пригнічення з боку халіфату Омеядів. Рух залишив помітний слід історія розвитку перської літератури, породивши безліч творів, і навіть нові форми поезії. Більшість діячів цієї ідеології є персами, але також серед прихильників подібних ідей були єгиптяни, бербери та арамеї.
У сучасній пресі існує поняття «нова шуубія», під якою зазвичай розуміється широкий діапазон явищ від національного відродження до відцентрових явищ регіоналізму.